# Holztor (Düren)

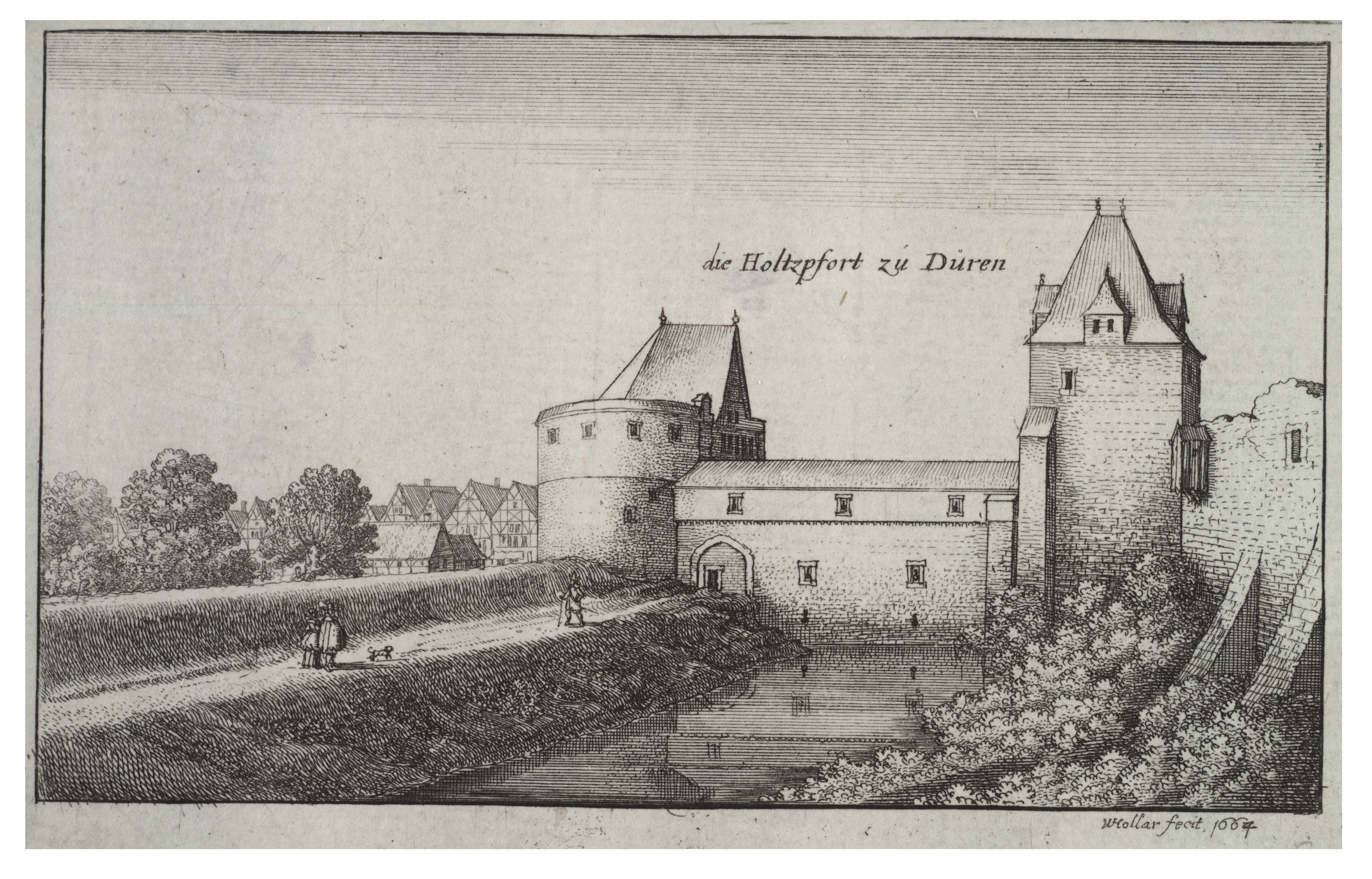
Das Holztor

Das im Jahre 1261 erstmals urkundlich erwähnte Holztor war ein Stadttor in Düren (Nordrhein-Westfalen) an der Einmündung der Wallstraße in die Weierstraße.
Das Holztor war ein Stadttor der Dürener Stadtbefestigung. Es wurde Ende des 14. bis Anfang des 15. Jahrhunderts erbaut und 1822 niedergelegt.
Das dreigeschossige Turmtor hatte ein Walmdach und Spitzbogenportale. Am Gebäude war grabenseitig rechts ein Aborterker.